# H'Erelle
H'Erelle es una localidad de Santa Lucía que forma parte del distrito de Laborie.